# Erik Hämäläinen
Vesa Erik Hämäläinen (* 20. April 1965 in Rauma) ist ein ehemaliger finnischer Eishockeyspieler, der von 1982 bis 2008 unter anderem für Lukko Rauma, KalPa Kuopio und Jokerit Helsinki in der SM-liiga gespielt hat.

## Karriere
Erik Hämäläinen begann seine Karriere als Eishockeyspieler in seiner Heimatstadt bei Lukko Rauma, für das er von 1982 bis 1988 zunächst sechs Jahre lang in der SM-liiga aktiv war. In dieser Zeit wurde er im NHL Entry Draft 1985 in der zehnten Runde als insgesamt 197. Spieler von den Detroit Red Wings ausgewählt, für die er allerdings nie spielte. In seiner letzten Spielzeit in Rauma, in der Saison 1987/88, wurde er mit der Mannschaft finnischer Vizemeister. Anschließend wechselte der Verteidiger zu Raumas Ligarivalen KalPa Kuopio, für die er bis 1992 spielte. Vor der Saison 1992/93 wurde Hämäläinen von Jokerit Helsinki verpflichtet, mit denen er 1994 zum ersten und einzigen Mal in seiner Karriere Finnischer Meister wurde. Im folgenden Jahr erreichte Hämäläinen mit seinem Team erneut das Finale, in dem er mit seiner Mannschaft jedoch TPS Turku nach Spielen mit 2:3 unterlag, und gewann den Europapokal. 
Im Sommer 1995 wechselte der Finne zu AIK Solna in die schwedische Elitserien, für die er drei Jahre auflief. Anschließend kehrte er in seine finnische Heimat zurück, wo er für seinen Ex-Klub Lukko Rauma drei weitere Spielzeiten auf dem Eis stand. Nachdem Hämäläinen in der Saison 2001/02 beim SC Langnau in der Schweizer Nationalliga A ein weiteres Mal im Ausland tätig gewesen war, spielte der Verteidiger bis zu seinem Karriereende im Jahr 2008 erneut für Lukko Rauma in der SM-liiga, wo er 26 Jahre zuvor seine Karriere begonnen hatte.

### International
Für Finnland nahm Hämäläinen an den U20-Junioren-Weltmeisterschaften 1984 und 1985, sowie den A-Weltmeisterschaften 1992, 1993, 1994 und 1995 teil. Des Weiteren stand er im Aufgebot Finnlands bei den Olympischen Winterspielen 1994 in Lillehammer.

## Erfolge und Auszeichnungen
| - 1988 Finnischer Vizemeister mit Lukko Rauma - 1993 Beste Plus/Minus-Wertung der SM-liiga - 1993 Bester Verteidiger der SM-liiga - 1994 Finnischer Meister mit Jokerit Helsinki | - 1994 Beste Plus/Minus-Statistik in den SM-liiga-Playoffs - 1995 Europapokal-Gewinn mit Jokerit Helsinki - 1995 Finnischer Vizemeister mit Jokerit Helsinki |

### International
- 1992 Silbermedaille bei der Weltmeisterschaft
- 1994 Silbermedaille bei der Weltmeisterschaft
- 1994 Bronzemedaille bei den Olympischen Winterspielen
- 1995 Goldmedaille bei der Weltmeisterschaft

## Rekorde
- Meiste Spiele (SM-liiga): 894